# Withiel Florey
Withiel Florey är en by i civil parish Brompton Regis, i enhetskommunen Somerset, i grevskapet Somerset, i England. Byn är belägen 13 km från Minehead. Withiel Florey var en civil parish fram till 1933 när blev den en del av Brompton Regis. Civil parish hade 67 invånare år 1931.